# Dolocosa dolosa
Dolocosa dolosa là một loài nhện trong họ Lycosidae. Chúng được Octavius Pickard-Cambridge miêu tả năm 1873 và được tìm thấy ở quần đảo Saint Helena.